# こいおみなと
こいお みなと（1968年5月12日 - ）は、日本の漫画家。岐阜県岐阜市出身。男性。旧名、恋緒みなと。

## 略歴
1989年、『キャンディータイム』掲載の「トマト倶楽部」でデビュー。
1994年、『ヤングマガジン増刊ダッシュ』掲載の「めぐみ（火）白書」で一般誌デビュー。
Windows 95が発売されたことにより、一般家庭からもパソコンが注目・普及し始めた1996年、パソコン通信を舞台にした恋愛漫画「オレ通AtoZ」（『週刊ヤングマガジン』掲載）を連載。まだパソコンに詳しくない読者が多い中、チャットやBBSなど、パソコン・コンピュータ用語が多用されており、巻末に用語集が掲載されている。後に続編となる読み切り作品も発表されている。
1997年にはテレビゲーム業界を舞台にした恋愛漫画「RiNGO」（『週刊ヤングマガジン』掲載）を発表。当時としては珍しかったインターネットを使ったネットワークゲームを登場させている。
1998年にはゲーム『スターオーシャン セカンドストーリー』のキャラクターデザインを担当。
2007年には『月刊少年シリウス』で「アルト」を連載。これを機にペンネームを「こいおみなと」と改名。
近年は新作を発表しておらず、表だった活動が確認出来ないため、事実上の引退状態にある。

## 作品リスト

### 漫画

#### 連載
- トマト倶楽部（『キャンディータイム』1989年）
- 魔法の詩保ちゃん（『COMICペンギンクラブ』1989年）
- MONOほんモノロジィ（『COMICペンギンクラブ』1992年）
- オレ通AtoZ（『週刊ヤングマガジン』1996年第12号 - 第24号）
- RiNGO（『週刊ヤングマガジン』1997年第16号 - 1998年）
- イオ（『別冊ヤングマガジン』1999年 - 2004年）
- アルト（『月刊少年シリウス』2007年6月号 - 2008年8月号）

#### 読切
- めぐみ（火）白書（『ヤングマガジン増刊ダッシュ』1994年） - 『RiNGO』第3巻に収録

#### アンソロジーコミック
- 赤味噌沈没!?（『日本ふるさと沈没』2006年）

#### 書籍
- 『トマト倶楽部』
  - 富士美出版 〈富士美コミックス〉 1991年、1巻
  - 茜新社 〈にんじんコミックス〉 1994年、全2巻
- 『魔法の詩保ちゃん』
  - 同人誌 1990年、全1巻
  - 富士美出版 〈富士美コミックス〉 1992年、全1巻
  - 茜新社 〈にんじんコミックス〉 1995年、全2巻
- 『いけないマジカルハート!』、フランス書院 〈フランス書院コミック文庫〉 1993年、全1巻
- 『オレ通AtoZ』、講談社 〈ヤングマガジンKC〉 1996年、全1巻
- 『RiNGO』、講談社 〈ヤングマガジンKC〉 1997年 - 1998年、全3巻
- 『MONOほんモノロジィ』、茜新社 〈にんじんコミックス〉 1998年、全3巻
- 『イオ』、講談社 〈ヤングマガジンKCスペシャル〉 2000年 - 2005年、全10巻
- 『アルト』、講談社 〈シリウスKC〉 2007年 - 2008年、全2巻

### ゲーム
- スターオーシャン セカンドストーリー（1998年）キャラクターデザイン